# Pierre François Xavier de Ram

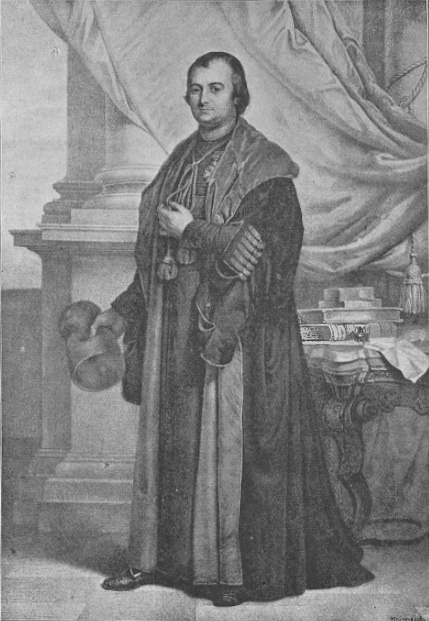
Pierre François Xavier de Ram

Pierre François Xavier de Ram (Leuven, 2 september 1804 - aldaar, 14 mei 1865) was een Belgisch kanunnik en historicus, maar staat vooral bekend als de eerste rector magnificus van de Katholieke Universiteit van Mechelen en van de Katholieke Universiteit Leuven.

## Levensloop
Peter de Ram was de kleinzoon van de Lierse dokter Joannes Jacobus de Ram (Bergen op Zoom, 1748 - Lier, 1836), eigenaar van meerdere landgoederen waaronder de Tieboersschrans te Nijlen. Hij was één van de vijf zonen van dokter Joannes Baptista de Ram (Wouw, 1783 - Berlaar, 1815) en Joanna Theresia Roelans.
Hij voltooide zijn humaniora aan het Klein Seminarie van Mechelen, waar hij afstudeerde op de leeftijd van zeventien. Hij studeerde verder aan de Rijksuniversiteit Leuven in de faculteit Wijsbegeerte en Letteren.
De Ram ging vervolgens naar het seminarie van Mechelen, waar hij in 1827 priester werd. Hij gaf er les en werd archivaris van het Aartsbisdom Mechelen-Brussel. In deze periode was Willem I der Nederlanden aan de macht en deze probeerde de macht van de clerus zo veel mogelijk te beperken. De Ram probeerde hier als religieus wetenschapper tegenin te gaan, waarbij hij zich vooral baseerde op 18e-eeuwse werken.
Verder was hij een actief bestrijder van het protestantisme in de Nederlanden, onder meer door de publicatie van werken zoals de Levens van de voornaemste Heyligen en roemweerdige peersonen der Nederlanden. Daardoor verwierf hij ook faam als hagioloog.
Rond de Belgische onafhankelijkheid in 1830 was de Ram actief om een rooms-liberale coalitie te verenigen tegen de Nederlandse koning (het zogenaamde Unionisme). Toch weigerde hij na de onafhankelijkheid zelf deel te nemen aan het politieke bestel, om zich volledig op zijn academische loopbaan te richten.
In 1816 had de Nederlandse vorst een rijksuniversiteit in Leuven opgericht. Dit was natuurlijk een doorn in het oog van het katholieke establishment. Onder leiding van De Ram werd er daarom in 1834 een nieuwe katholieke universiteit opgericht, zij het aanvankelijk nog te Mechelen. Reeds het volgende jaar werd de Leuvense rijksuniversiteit opgeheven en mocht rector magnificus De Ram zijn Mechelse universiteit naar Leuven overbrengen. 
Hij was lid van de Koninklijke Academie van België en gastprofessor aan de Bayerische Akademie der Wissenschaften te München.
Veel van zijn vrije tijd bracht Peter de Ram door op de Tieboersschrans te Nijlen en in afwezigheid van zijn vroeg gestorven ouders, erfde hij het landgoed in 1855 van zijn grootvader. Hij bleef rector tot aan zijn overlijden in 1865.

## Publicaties
De Ram verzorgde een tweetalige uitgave Latijn-Frans van de Brabantse kroniek van Emond de Dynter:
- Latijn:
  - Boeken I, II en III
  - Boeken IV en V
  - Boek VI
- Oud-Frans:
  - Boeken I, II en III
  - Boeken IV en V
  - Boek VI

## Bronverwijzing
- Biblioteca Nacional de España: XX1762294
- Bibliothèque nationale de France: cb106703234 (data)
- Gemeinsame Normdatei: 104112603
- International Standard Name Identifier: 0000 0001 0915 0556
- Library of Congress Control Number: no99073281
- Nederlandse Thesaurus van Auteursnamen: 068453736
- Système universitaire de documentation: 087824183
- Virtual International Authority File: 73844363
- WorldCat: E39PBJcGk7Mj7f6jbYr9HdCPcP